# George Washington Wilson

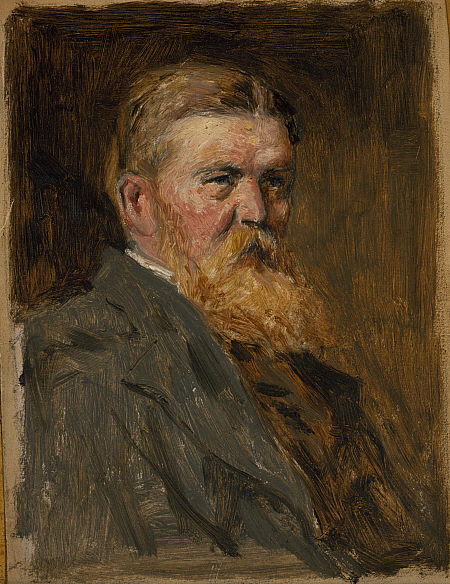
George Wilson, door George Reid, 1879

George Washington Wilson (Banffshire, nu Grampian, 7 februari 1823 – Aberdeen, 9 maart 1893) was een Schots pionier van de fotografie en een der eersten die zijn foto's in grote oplages afdrukte en verkocht.

## Leven en werk
Wilson werd aanvankelijk opgeleid tot timmerman, maar wilde kunstschilder worden en volgde kunststudies in Edinburgh en Londen. In 1849 vestigde hij zich te Aberdeen en werd er tekenleraar. In 1852 schakelde hij over naar de fotografie en opende er een fotostudio. Al snel was zijn naam gevestigd en rond 1860 was hij een van de eerste fotografen, die gevraagd werden koningin Victoria te fotograferen.
Wilson richtte zich aanvankelijk op fotoportretten, maar legde zich later vooral toe op landschapsfotografie en stadsgezichten. Hij fotografeerde overal in Schotland, Engeland, Wales en in Ierland, maar ook tijdens reizen door Spanje, Italië, Marokko, Zuid-Afrika en zelfs Australië.
Hij droeg ook bij aan de ontwikkeling van afdruktechnieken en was een der eersten, die in grote oplagen reproducties maakte. In 1864 zou hij naar eigen zeggen al een half miljoen kopieën hebben verkocht. Ten tijde van zijn overlijden had hij een onderneming, waar meer dan veertig mensen werkten en stond hij bekend als een van de grootste verkopers van fotoreproducties in de wereld. De Universiteit van Aberdeen bezit heden ten dage bijna veertigduizend plaatnegatieven van Wilson.
Sinds 1870 liet hij medewerkers foto' s maken. Vanaf die tijd is van veel van zijn foto’s daarom onduidelijk, dat hij ze zelf of dat een van zijn medewerkers ze heeft gemaakt.

## Galerij

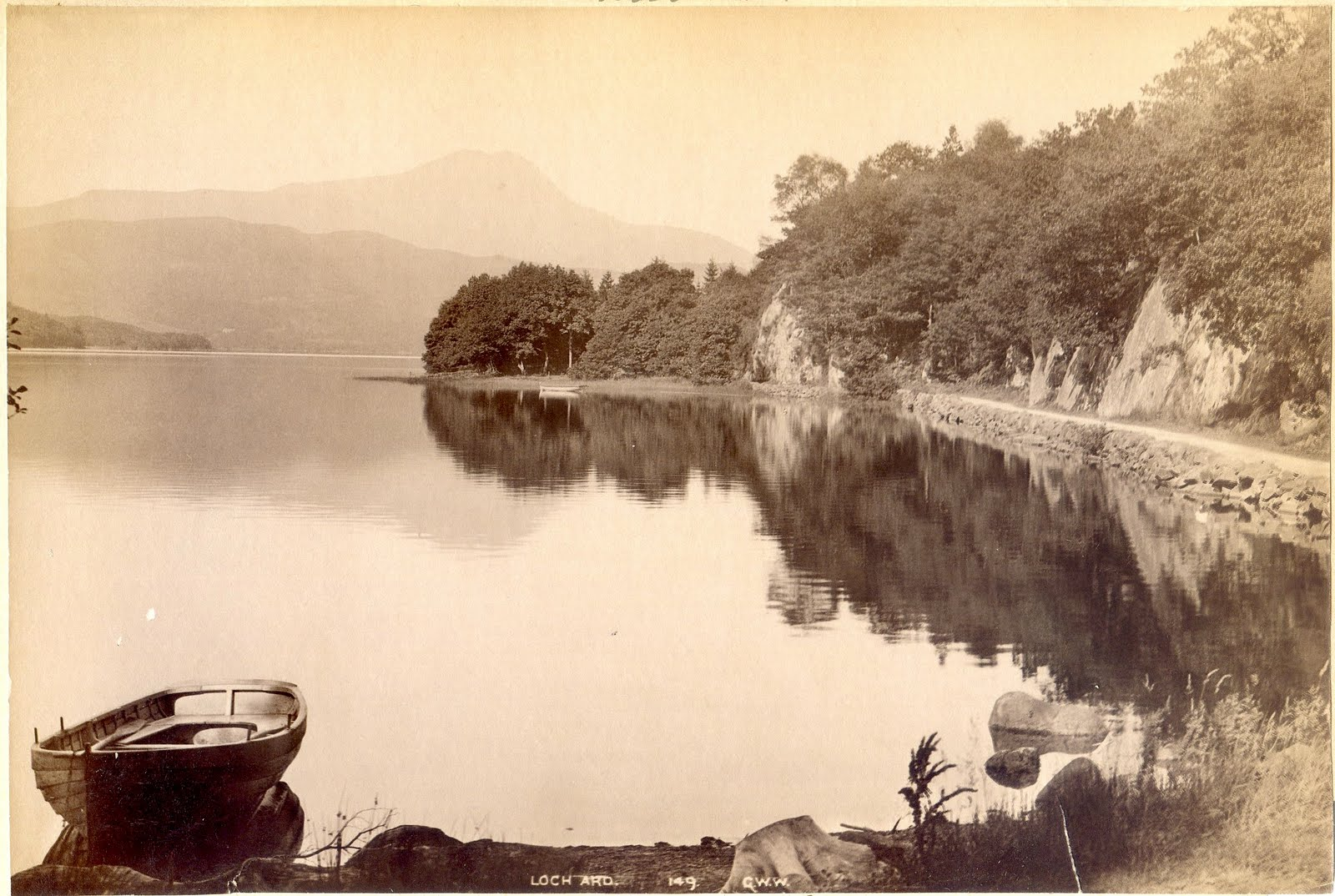
Loch
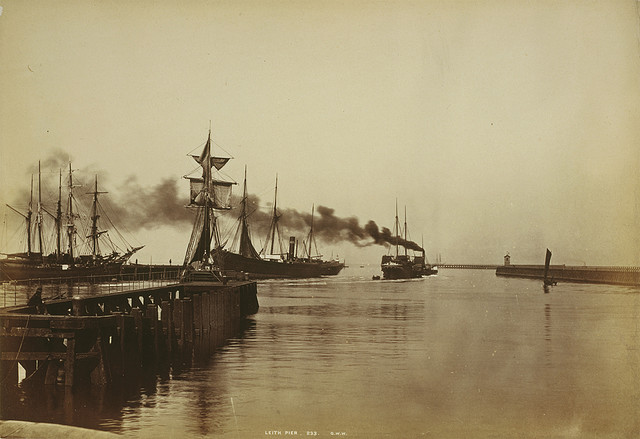
Leith Pier
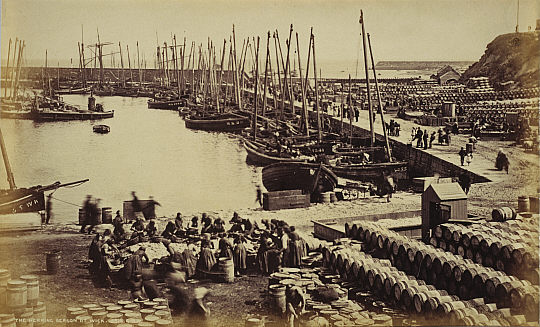
Wick - Harbour Scene - "The Herring Season"
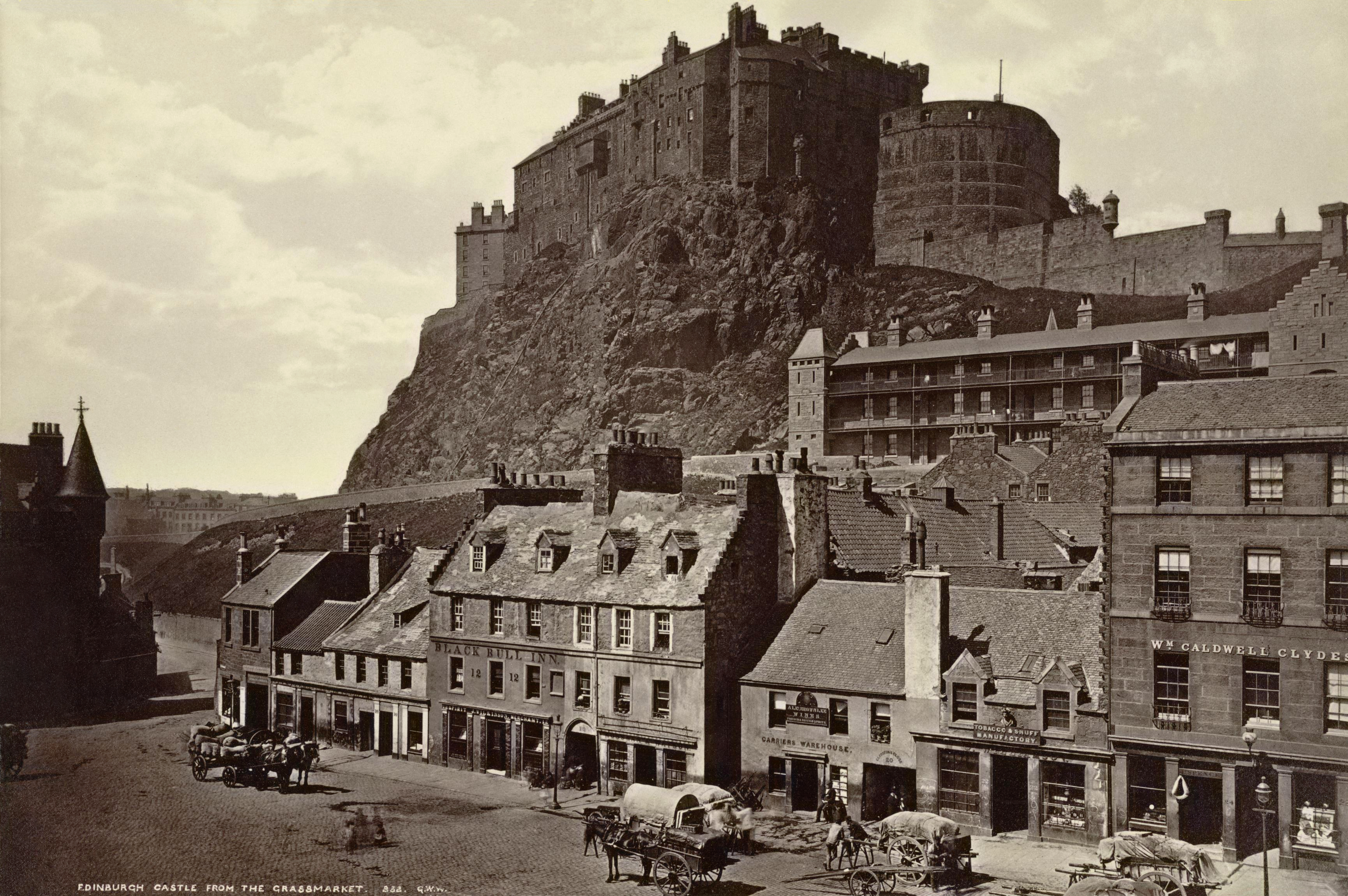
Edinburgh Castle from Grass Market, 1865
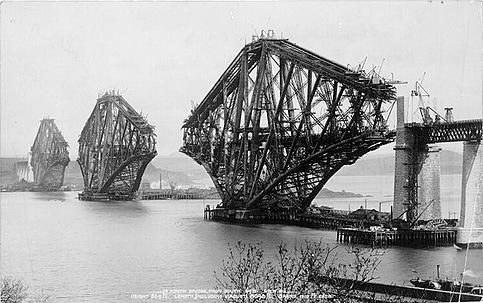
The Forth Bridge During Construction
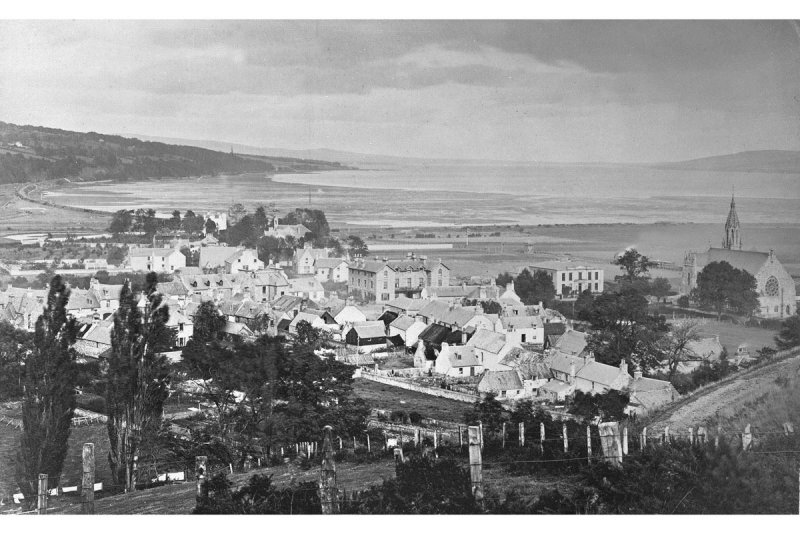
Dingwall
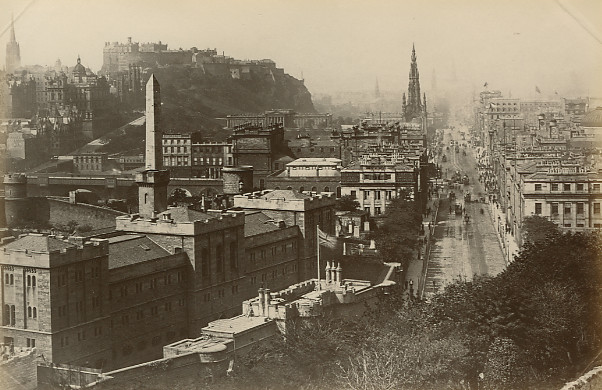
Edinburgh from Calton Hill
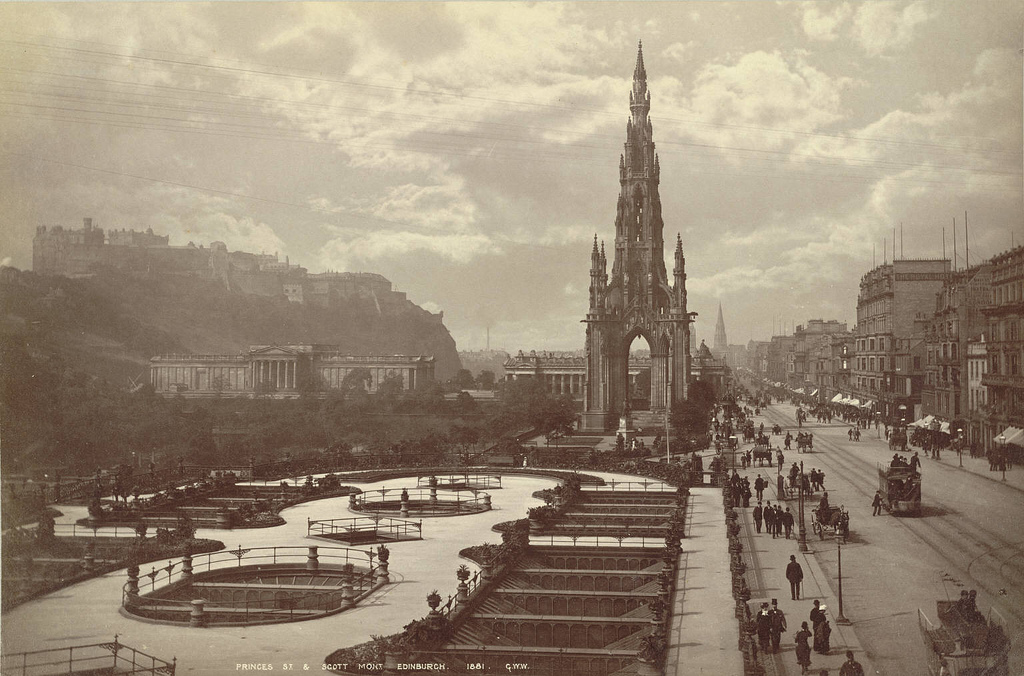
Edinburgh. Sir Walter Scott Monument
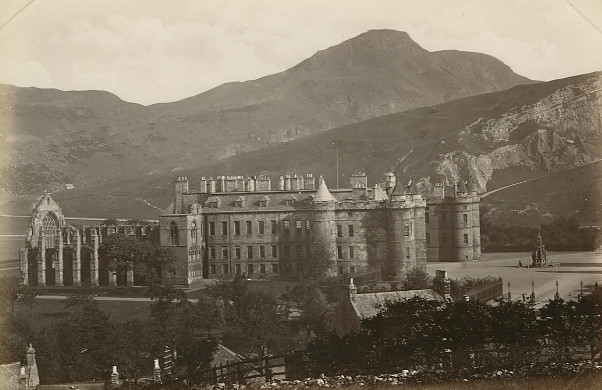
Holyrood Palace & Arthur's Seat Edinburgh
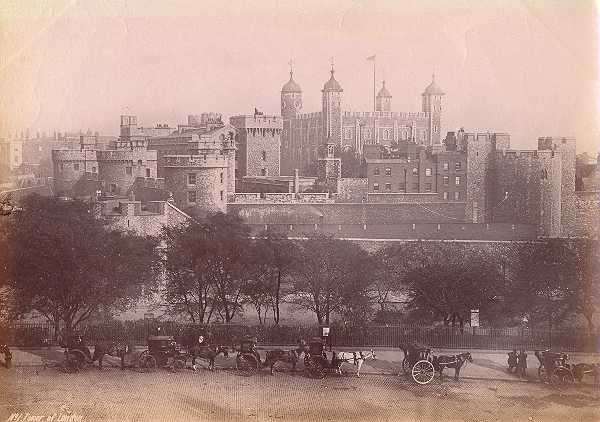
Tower of London
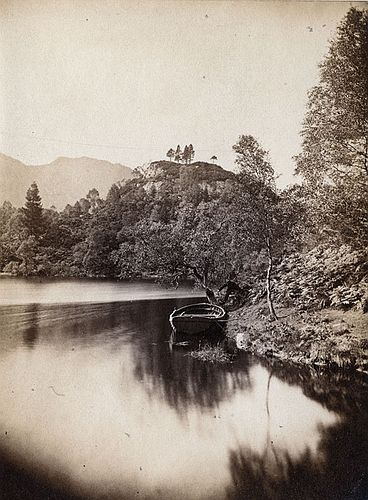
Illustratie in The Lady of the Lake van Sir Walter Scott
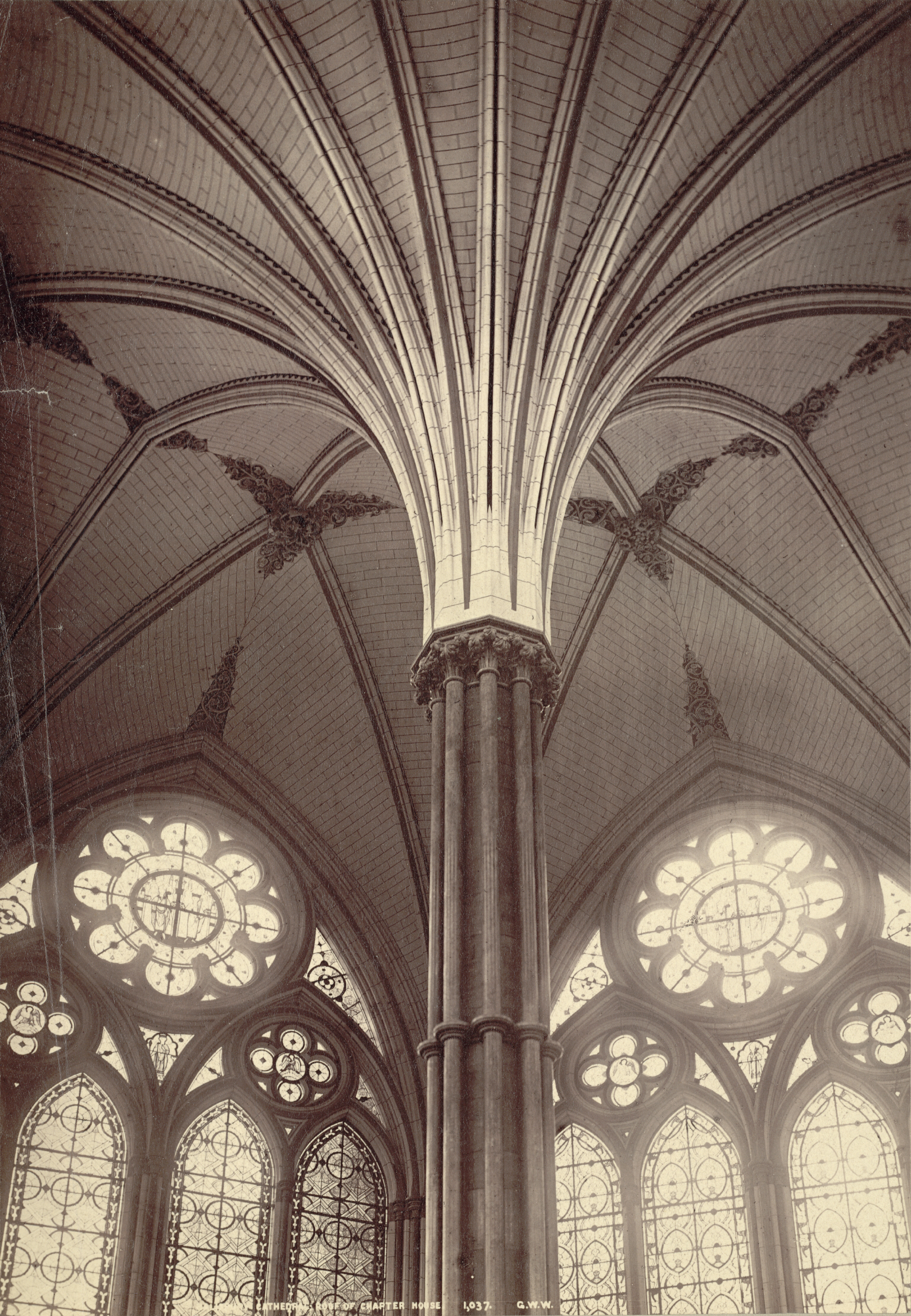
Salisbury Cathedral
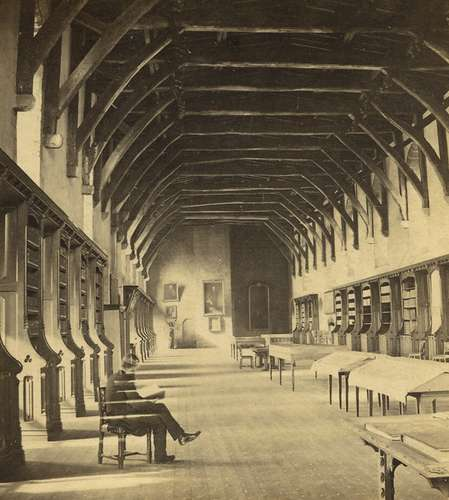
Untitled
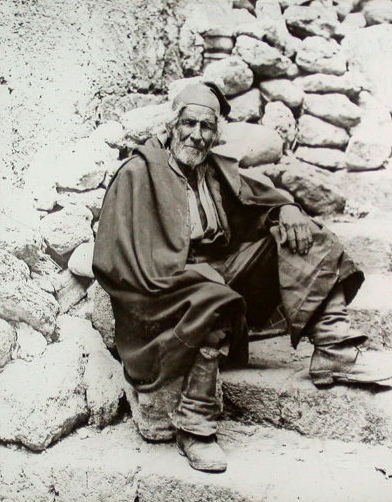
An old man in Sicily
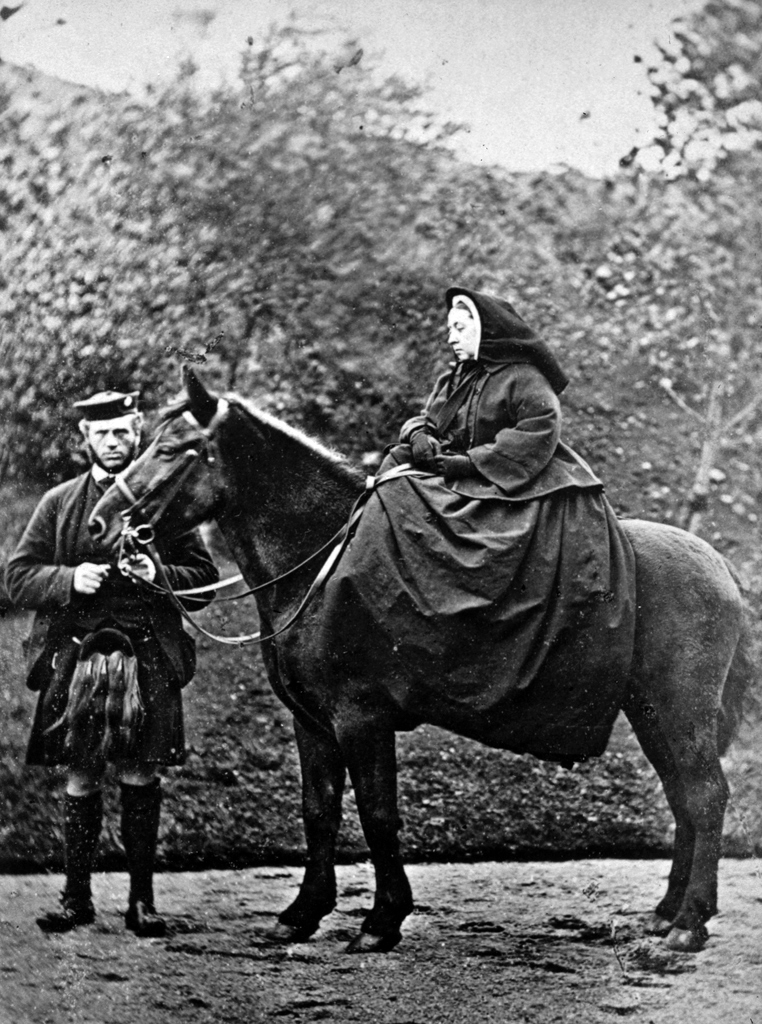
Queen Victoria